# Raimund I. (Toulouse)
Raimund I. († 865) aus der Familie der Raimundiner war ein Graf von Rouergue und Quercy seit 849 sowie Graf von Toulouse und Albi seit 852. Er war der jüngere Sohn von Fulcoald, dem missus im Rouergue, und der Senegundis.
Wie sein älterer Bruder Fredelo unterstützte Raimund den König Karl den Kahlen im Kampf gegen König Pippin II. von Aquitanien. Dafür wurde er 849 mit dem Rouergue und dem Quercy beliehen. Die Grafschaft Toulouse erbte er wohl um 852 nach dem Tod seines Bruders. Er dehnte seinen Einfluss in das Limousin aus, indem er dem Grafen Gotfred von Turenne zur Unterwerfung zwang und die Kontrolle der Abteien von Solignac und Beaulieu übernahm. Um die Jahre 862/863 gründete Raimund die Benediktinerabtei von Vabres. Zur selben Zeit wurde er von dem revoltierenden Humfried von Gothien angegriffen und zur Aufgabe seines Besitzes gezwungen. Raimund starb 865, während er noch um seinen Besitz kämpfte; sein Sohn konnte aber im selben Jahr, unterstützt von König Karl dem Kahlen, das Erbe wieder erlangen.
Raimund heiratete Bertha, die Tochter eines Remy (Remigius), die 863 bezeugt ist, und mit der er mehrere Kinder hatte:
1. Fulguad, 862 bezeugt
2. Bernhard II. († August/Dezember 874), Graf von Toulouse
3. Odo († 918/919), Graf von Toulouse
4. Aribert (Benedikt), 862 Mönch, Abt von Vabres
5. Tochter; ⚭ Stephanus, Graf von Auvergne († 864, getötet von den Normannen)
6. ? Regilindis; ⚭ Wilhelm I., Graf von Périgord und Agen († um 918)

## Einzelnachweis
1. ↑  Claude Devic und Joseph Vaissète: Histoire générale de Languedoc Vol. 2 (1840), S. 474, ohne Quellenangabe

| Vorgänger | Amt                          | Nachfolger              |
| --------- | ---------------------------- | ----------------------- |
| Fredelo   | Graf von Toulouse 852–863    | Humfried von Gothien    |
| Fredelo   | Graf von Carcassonne 852–863 | Humfried von Gothien    |
| Fredelo   | Graf von Rouergue 849–863    | Bernhard II. (Toulouse) |

| Personendaten    | Personendaten                      |
| ---------------- | ---------------------------------- |
| NAME             | Raimund I.                         |
| KURZBESCHREIBUNG | Graf von Toulouse und Rouergue     |
| GEBURTSDATUM     | 8. Jahrhundert oder 9. Jahrhundert |
| STERBEDATUM      | 865                                |